# Charles Aman
Charles Aman (Kansas City, Missouri, 25 de setembre de 1887 – Kansas City, 9 de gener de 1936) va ser un remer estatunidenc que va competir a primers del segle xx.
El 1904 va prendre part en els Jocs Olímpics de Saint Louis, on va guanyar la medalla de plata en la prova de quatre sense timoner del programa de rem, formant equip amb Frederick Suerig, Martin Formanack i Michael Begley.